# BNP Paribas Open 2009
BNP Paribas Open 2009 — профессиональный теннисный турнир, прошедший в 33-й раз в небольшом калифорнийском городке Индиан-Уэллсе на открытых хардовых кортах. Одновременно прошли и мужской и женский турниры. Мужской имел категорию ATP 1000, а женский — WTA Premier Mandatory.
Калифорнийский турнир открывает мини-серию из двух турниров, основная сетка которых играется более 1 недели (следом намечен турнир в Майами). Женский турнир стартовал в среду 11 марта, а мужской в четверг 12 марта.
Сетки одиночных турниров были составлены на 128 спортсменов, (с 32 сеяными, которые стартуют в турнире со 2 круга), то есть в турнире приняло участие по 96 теннисистов и теннисисток.
Соревнования были проведены на кортах Indian Wells Tennis Garden — с 9 по 22 марта 2009 года.
Прошлогодние победители:
- мужчины одиночки —  Новак Джокович.
- женщины одиночки —  Ана Иванович.
- мужчины пары —  Йонатан Эрлих /  Энди Рам.
- женщины пары —  Динара Сафина /  Елена Веснина.

## Соревнования

### Одиночный турнир

#### Мужчины
Рафаэль Надаль обыграл  Энди Маррея со счётом 6-1, 6-2.

#### Женщины
Вера Звонарёва обыграла  Ану Иванович со счётом 7-6(5), 6-2.

### Парный турнир

#### Мужчины
Энди Роддик /  Марди Фиш обыграли  Максима Мирного /  Энди Рама со счётом 3-6, 6-1, [14-12].

#### Женщины
Вера Звонарёва /  Виктория Азаренко обыграли  Хиселу Дулко /  Шахар Пеер со счётом 6-4, 3-6, [10-5].